# Alma chilena
Alma chilena es una película chilena de cine mudo en blanco y negro, dirigida por Arturo Mario y estrenada en Chile el 6 de septiembre de 1917.
Esta película es una versión chilena de la película argentina Nobleza gaucha (1915) la cual desarrolla un paralelo entre la vida en el campo y la ciudad. Alma chilena prescinde, sin embargo, del carácter crítico y social de la versión argentina, centrándose exclusivamente en lo anecdótico.